# Bon Thomas Pellé
Bon Thomas Pellé est un homme politique français né le 22 décembre 1732 à Villamblain (Loiret) et mort le 6 mars 1808 à Orléans.
Juge au tribunal de district de Beaugency, il est député du Loiret à la Convention, siégeant avec les modérés, et votant la détention pour Louis XVI. Désigné comme membre du Conseil des Cinq-Cents, il en sort en l'an VI. Il est nommé juge au tribunal de Cassation en 1800.

## Sources
- « Bon Thomas Pellé », dans Adolphe Robert et Gaston Cougny, Dictionnaire des parlementaires français, Edgar Bourloton, 1889-1891 [détail de l’édition]